# Limax giustii
Limax giustii ist eine Nacktschnecken-Art aus der Familie der  Schnegel (Limacidae), die zu den Landlungenschnecken (Stylommatophora) gehört. Sie ist ein Endemit der Mittelmeer-Insel Capraia.

## Merkmale
Limax giustii erreicht eine Länge von ca. 10 cm. Der Kiel erreicht etwa ⅓ der Körperlänge. Vor allem folgende Farbmorphen kommen vor: dunkelbraun bis schwarz, braun mit weißlich-gelben seitlichen Längsbinden und einer ebenso gefärbten Kiellinie, und braun mit unregelmäßigen dunklen Längsbinden, die vom dunkleren Rücken durch hellere Längsbinden abgesetzt sind. Gelegentlich ist der Mantelschild gefleckt. Die in Längsrichtung dreigeteilte Fußsohle ist nur mäßig intensiv rötlich gefärbt. 
Im Genitalapparat besteht die Zwitterdrüse aus einem großen Lappen mit zahlreichen seitlichen kleinen Einschnürungen. Der Zwittergang ist dünn und wenig gefaltet. Am Beginn des Eisamenleiter (Spermovidukt) sitzt eine kleine Eiweißdrüse (Albumindrüse), die Prostatadrüse schmiegt sich eng an. Der freie Eileiter (Ovidukt) ist relativ kurz und zur Mündung in das Atrium hin kaum erweitert. Der Samenleiter (Vas deferens) mündet in den Penis kurz vor dem Apex des Penis. Direkt am Apex setzt der Penisretraktormuskel an. Der Penis ist ausgestülpt 26 bis 30 cm lang. Die Samenblase (Spermathek) ist oval mit einem kurzen Stiel. Die Peniskämme sind nur schwach entwickelt.

### Ähnliche Arten
Limax giustii ist im Durchschnitt kleiner als die übrigen Arten der Corsicus-Gruppe. Dies wird mit Inselverzwergung erklärt. Die Peniskämme sind nur schwach entwickelt und während der Rückziehphase wird sehr viel weißer Schleim gebildet und die Penisbasen sind nicht in direktem Kontakt. Dies ist bei den Arten oder zumindest einigen Arten der Corsicus-Gruppe s. str. nicht der Fall. Bei Limax gerhardti von Ischia ist der ausgestülpte Penis im Durchschnitt länger, die Zwitterdrüse besteht aus mehreren Lappen und der Zwittergang ist stark gefältelt.

## Geographische Verbreitung und Lebensraum
Die Art ist ein Endemit der zum Toskanischen Archipel gehörenden Insel Capraia (Italien). Bisher liegen keine näheren Angaben zur Lebensweise vor.

## Taxonomie
Das Taxon wurde 2010 von Gerhard Falkner und Barbara Nitz erstmals als neue Art erkannt und beschrieben. Das Material war bereits 1968 von Folco Giusti gesammelt und der Genitalapparat abgebildet worden. Er bestimmte das Material jedoch als Limax (s. str.) corsicus. Die Art gehört zur sog. Corsicus-Gruppe i. w. S. (Nitz et al., 2010), innerhalb dieser Gruppe zur Kap Corse/Toskana-(Teil-)Gruppe.

## Belege

### Online
- AnimalBase - Limax giustii